# Slovenski krščanski demokrati
Slovinští křesťanští demokraté (Slovenski krščanski demokrati, SKD) byla slovinská křesťansko-demokratická strana existující v letech 1989 až 2000.

## Vývoj strany
Základy strany byly položeny v dubnu 1989 v Křesťansko-sociálním hnutí. Prvním předsedou byl Petr Kovačič Persin. V listopadu 1989 se strana přejmenovala na Slovinské křesťanské demokraty a předsedou byl zvolen Alojz Peterle.
V letech 1990 až 1992 byla SKD největší politickou stranou v rámci koalice DEMOS. V letech 1992 až 1996 byla v koaliční vládě Liberální demokracie Slovinska a její zástupci byli ministry v Drnovšekova druhého kabinetu. V letech 1996 až 2000 byla SKD v opozici. V roce 2000 se strana sloučila se Slovinskou lidovou stranou. Zanedlouho však většina bývalých prominentů SKD opustila sloučenou stranu (SLS+SKD) a vytvořila politickou stranu Nové Slovinsko – Křesťanská lidová strana.
Slovinští křesťanští demokraté byli oficiálními právními dědici Slovinské lidové strany, jež existovala v letech 1907 až 1941.